# Андерсон, Мариан
Мариа́н А́ндерсон (англ. Marian Anderson; 27 февраля 1897, Филадельфия — 8 апреля 1993, Портленд) — американская певица XX века, ярко выраженное контральто.

## Биография
С шести лет пела в хоре баптистской церкви, позднее училась пению частным образом, поскольку официальное обучение было для неё как для афроамериканки закрыто. Дебютировала в 1925 году, в 1928 году впервые выступила в Карнеги-холле. Гастроли начала 1930-х годов в европейских странах и в СССР (1934—1935) принесли Андерсон широкую известность; Ян Сибелиус посвятил ей свою пьесу «Одиночество», а Артуро Тосканини сказал, что такой голос «слышишь раз в столетие». В 1935 году её импресарио стал знаменитый Сол Юрок.

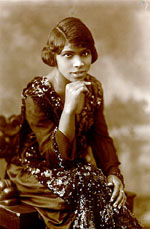
Мариан Андерсон в 1920 году

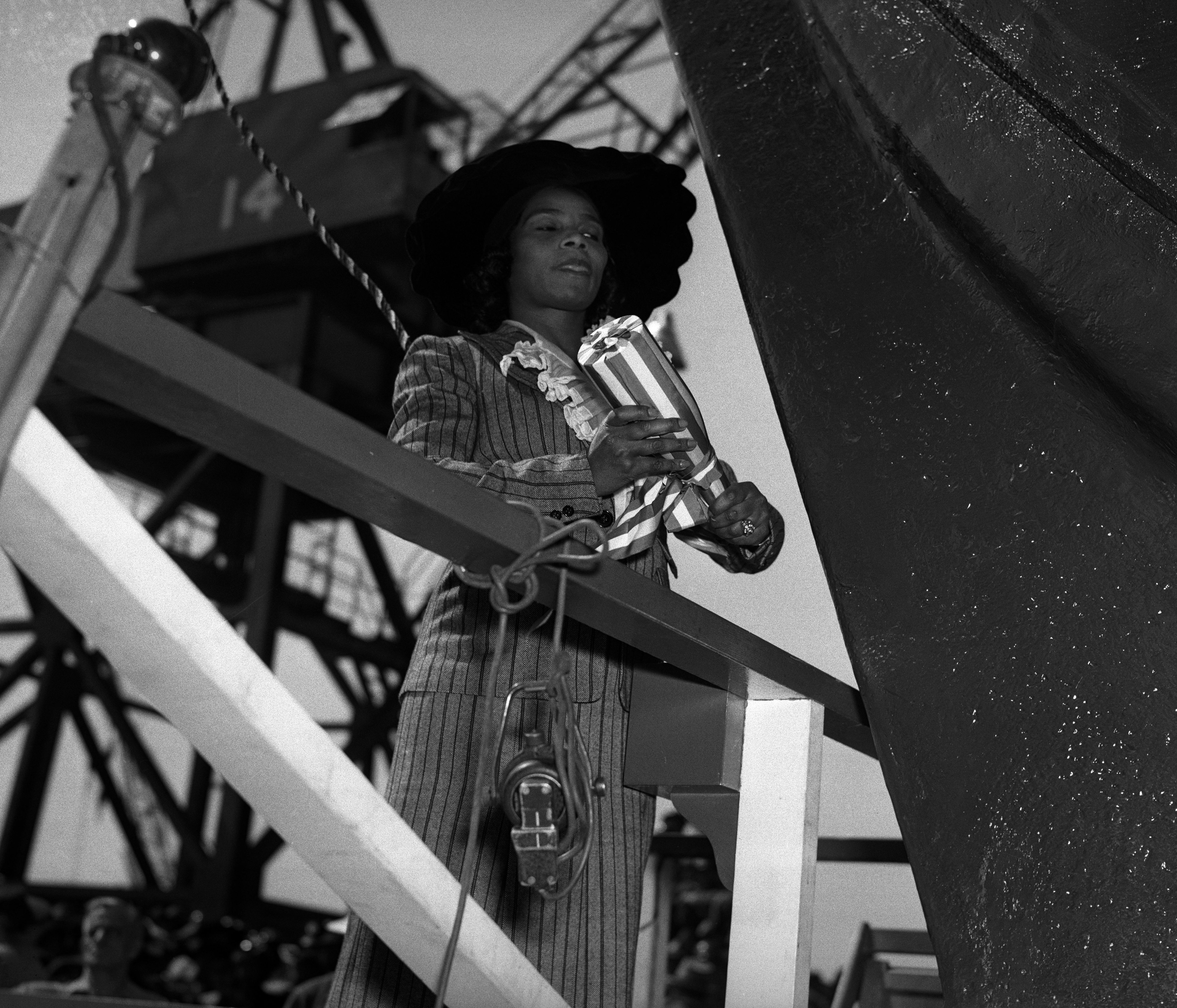
Мариан Андерсон на церемонии спуска на воду корабля, названного в честь Букера Т. Вашингтона, 1942 год

В 1939 году американская общественная организация «Дочери американской революции» отказала Мариан Андерсон в праве участвовать в своём праздничном концерте из-за того, что тогдашние правила этой организации запрещали совместные выступления белых и чёрных артистов. В знак протеста против этого решения из состава организации вышла жена президента США Элеонора Рузвельт. Вместо этого выступления Андерсон был организован её концерт в мемориальном Центре Линкольна, транслировавшийся по радио и снятый на киноплёнку (Marian Anderson: the Lincoln Memorial Concert); он имел огромный успех, заставивший «Дочерей американской революции» пересмотреть свои правила. В 1955 году Андерсон первой из афроамериканских артистов выступила в Метрополитен-опере (в партии Ульрики в опере Верди «Бал-маскарад»).
В 1958 году стала «послом доброй воли» ООН, в 1972 году получила от ООН Премию Мира. В 1960-х годах поддерживала движение за гражданские права чернокожих в США, пела во время Марша на Вашингтон 1963 года.
В 1991 году стала лауреатом премии Грэмми в номинации «За жизнь в искусстве». В 2005 году в её честь была выпущена почтовая марка. За вклад в индустрию звукозаписи на Голливудской «Аллее славы» открыта именная Звезда певицы № 6262, которая расположена на Голливудском бульваре.
Репертуар Андерсон составляли произведения И. С. Баха, Шуберта, Верди, Сен-Санса, Брамса, Сибелиуса, Малера, а также афроамериканские духовные песни (спиричуэлс). Постоянным аккомпаниатором в камерном репертуаре на протяжении 25 лет был Франц Рупп.

## Интересные факты
Концерт Мариан Андерсон по радио стал источником вдохновения для стихотворения Осипа Мандельштама «Я в львиный ров и в крепость погружён»